# Great Yarmouth Minster

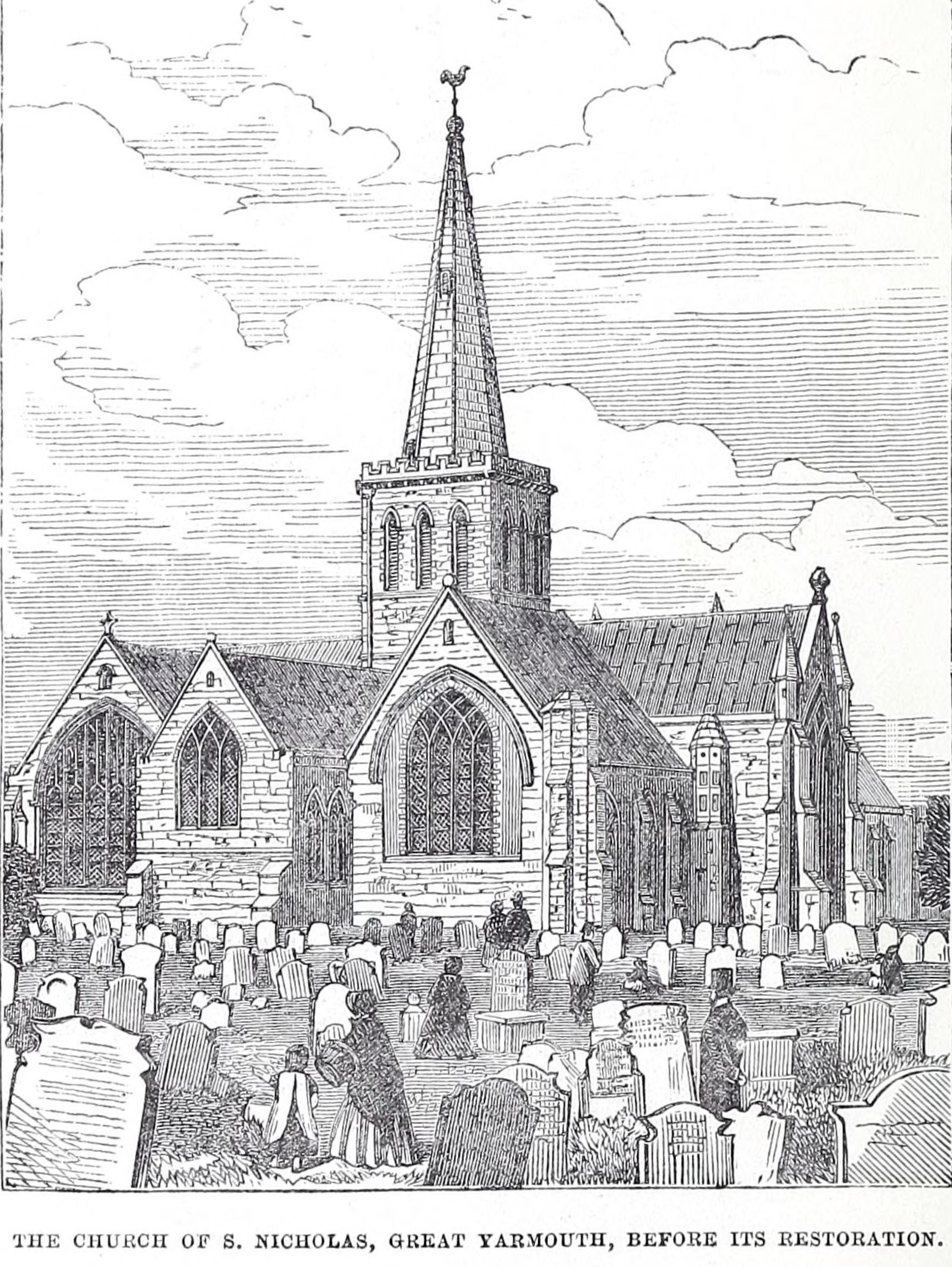
Ostende vor 1862, Chorkapellen mit Satteldächern (bis 1942)

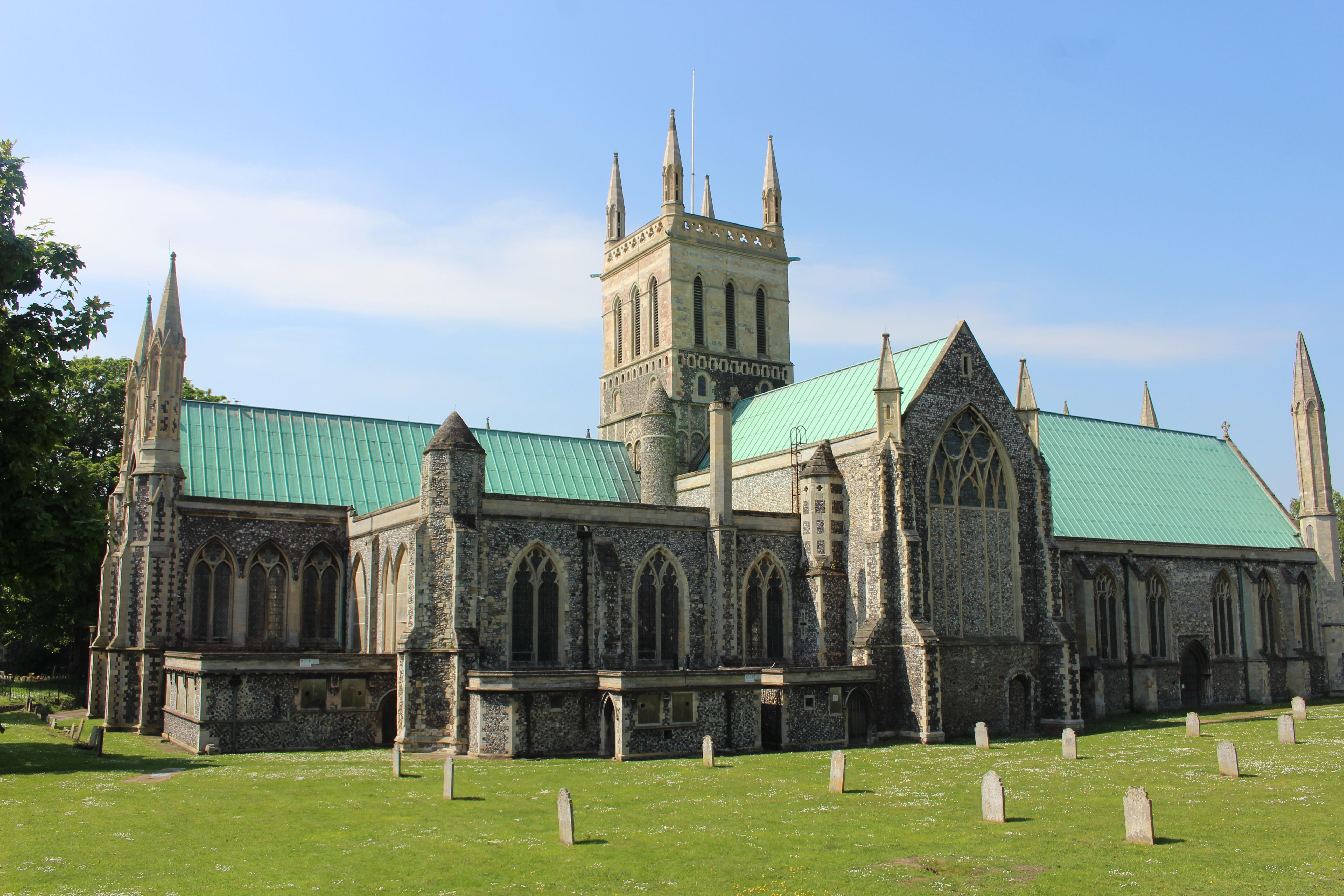
Great Yarmouth Minster (von NO), Kapellen seit 1960 mit Flachdächern

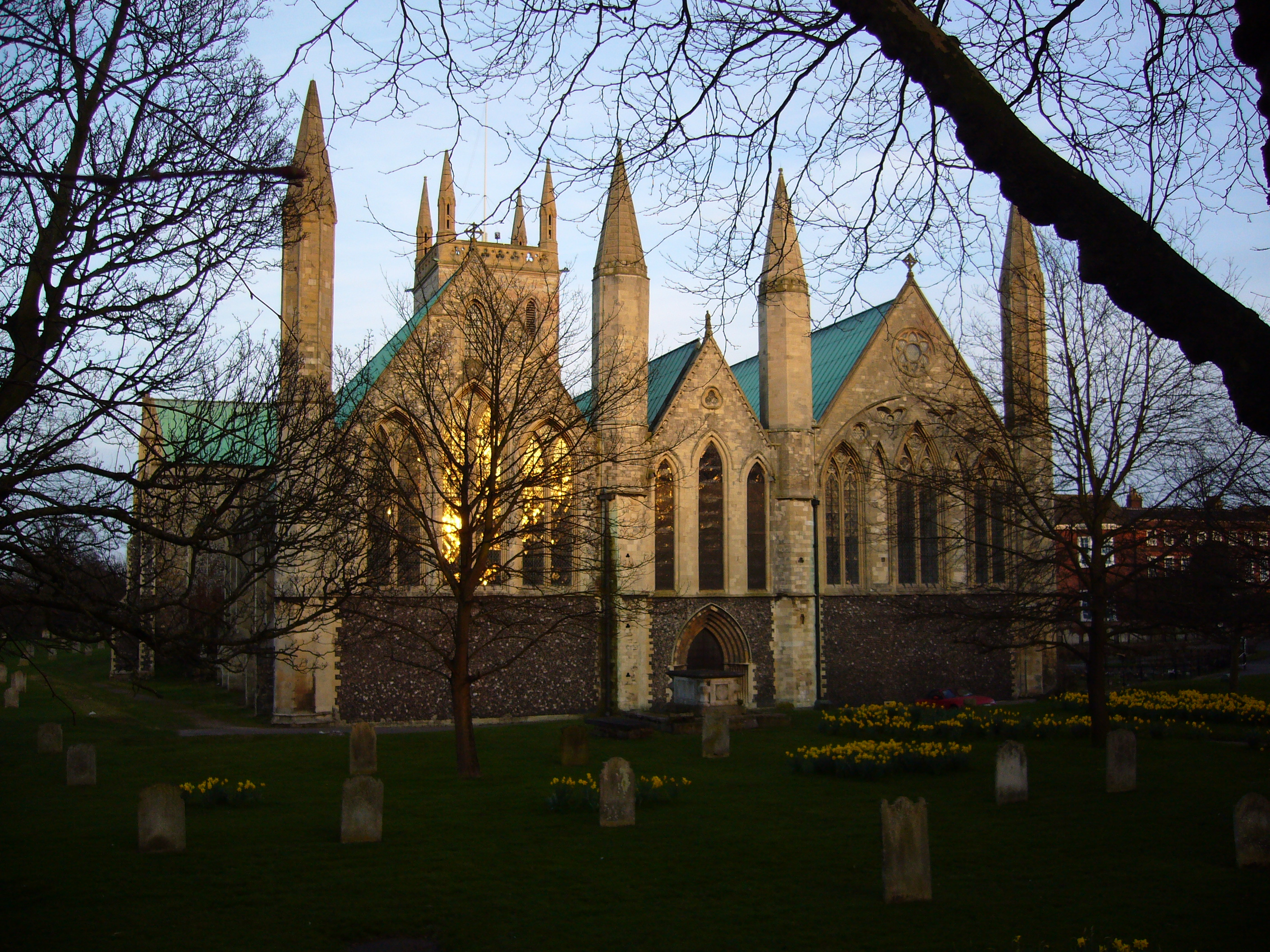
Ansicht von Westen, typisch die Paralleldächer, außergewöhnlich das schmale Mittelschiff zwischen breiten Seitenschiffen

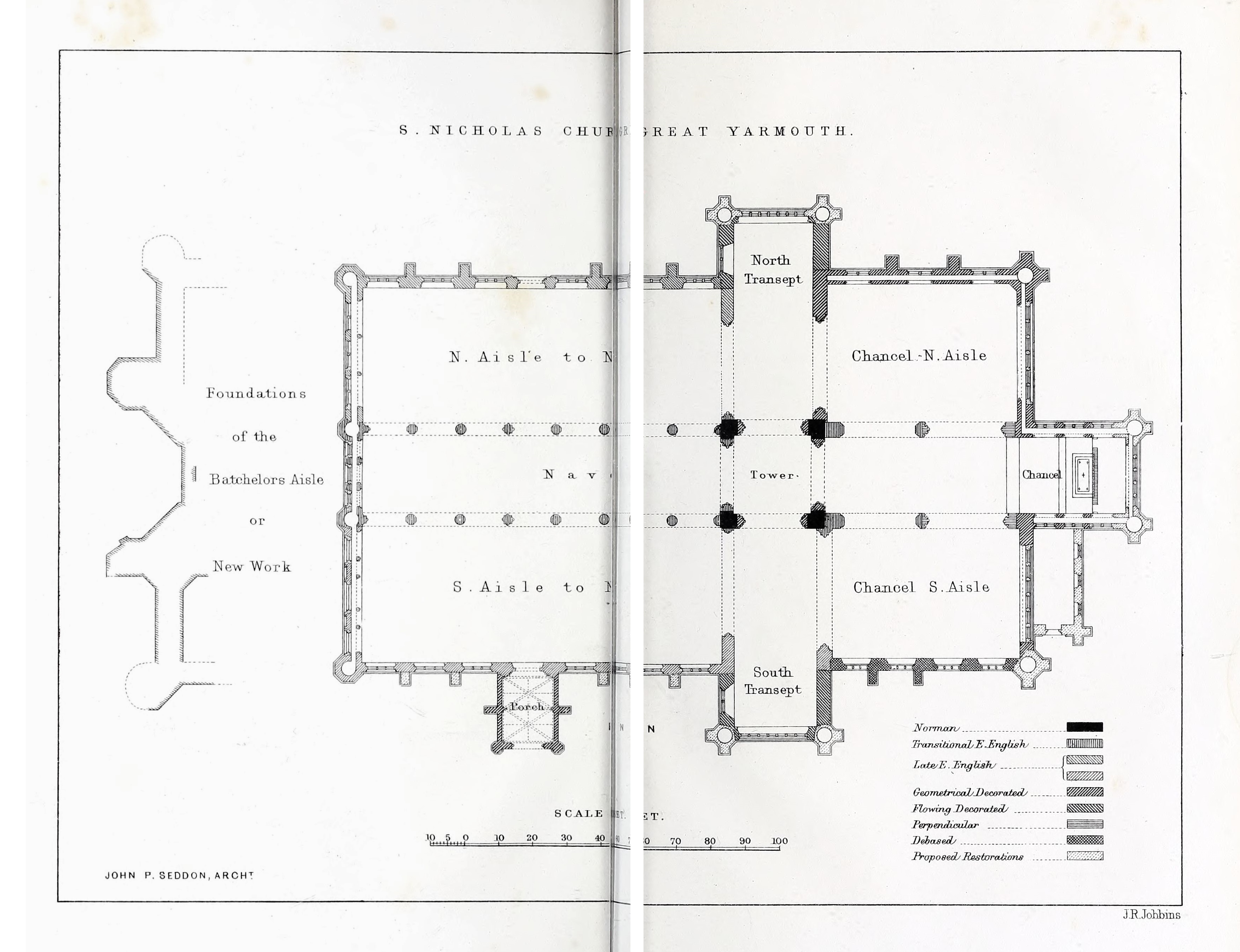
Grundriss 1864, Chorpartie noch dreischiffig

Das Great Yarmouth Minster in der ostenglischen Stadt Great Yarmouth in der Grafschaft (county) Norfolk ist die anglikanische Pfarrkirche (Parish Church) der Stadt. Es gilt als die größte Pfarrkirche Englands und ist auch die größte der über 1500 Hallenkirchen Englands. Die dem Heiligen Nikolaus von Myra geweihte Kirche ist als Grade-II*-Bauwerk eingestuft und gehört zum Major Churches Network. Am 19. Dezember 2011 erhielt die Pfarrkirche Saint Nicholas den Status eines Minster, das ist die anglikanische Entsprechung einer katholischen Basilica minor.

## Lage
Die etwa 40.000 Einwohner zählende Stadt Great Yarmouth liegt auf einer vom Fluss Yare gebildeten Landzunge an der Nordsee im äußersten Osten von England in einer Höhe von etwa 10 m; Norwich, die Hauptstadt der Grafschaft, befindet sich etwa 34 km (Fahrtstrecke) westlich. In der Nähe der zentral gelegenen und von den Grabsteinen eines ehemaligen Friedhofs umgebenen Kirche steht das Haus der Schriftstellerin Anna Sewell.

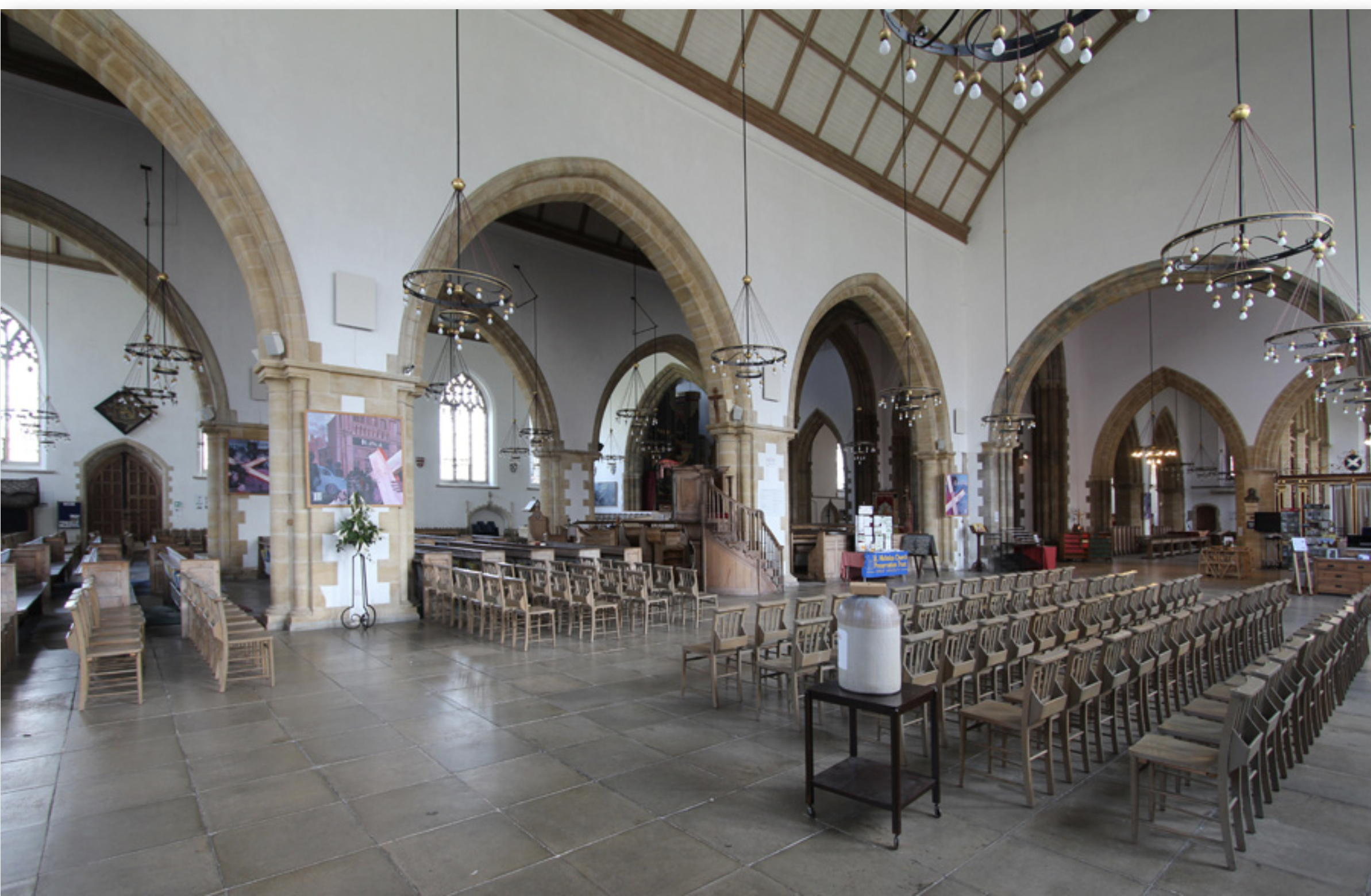
Diagonalsicht durch das dreischiffige Langhaus

## Geschichte
Die Kirche wurde im Jahr 1101 von Herbert de Losinga, dem ersten Bischof von Norwich, gegründet und im Jahr 1119 geweiht. Bis 1536 war sie eine Benediktinerpriorei. Vom Gründungsbau stammt noch die Basis des Vierungsturms. 1190 wurde das Langhaus dreischiffig ausgebaut, mit den (nach 1942 ersetzten) achtbogigen Arkaden zu beiden Seiten des Mittelschiffs. 1286 erhielt der Chor seine Seitenschiffe. Nach der Errichtung der Querhausarme hatte die Kirche 1332 im Wesentlichen ihre bis zum Zweiten Weltkrieg bewahrte Gestalt. Eine 1330 begonnene Verlängerung nach Westen wurde 1348 abgebrochen, wegen Entvölkerung der Stadt durch die Pest. Durch Veränderungen in den folgenden Jahrhunderten hat Kirche heute insgesamt einen eher spätgotischen Charakter.
1649 wurde die Kirche in drei Teile aufgeteilt, um von Gemeinden dreier Konfessionen genutzt zu werden, die Anglikaner bekamen die Südseite, Presbyterianer und Puritaner das Nordseitenschiff. Im 18. Jahrhundert verfiel die Kirche allmählich, so dass sie im 1819 und 1862 restauriert werden musste. Spätestens seit 1819 und bis zum Zweiten Weltkrieg hatten die Chorkapellen ebensolche Satteldächer wie die Seitenschiffe des Langhauses. Während des Zweiten Weltkriegs wurde die Kirche durch Bomben und anschließende Brände weitgehend zerstört; der Wiederaufbau durch Stephen Dykes Bower war erst im Jahr 1961 beendet und ist in Details umstritten, weil die Gestaltung mittelalterliche Echtheit vorgibt, aber in der Einteilung die Anzahl der Langhausjoche gegenüber dem bis 1942 erhaltenen mittelalterlichen Zustand halbiert wurde, im Chorbereich die Seitenschiffe/Seitenkapellen in Längsrichtung geteilt wurden, so dass diese Partie nun fünfschiffig ist, seit vorher dreischiffig.

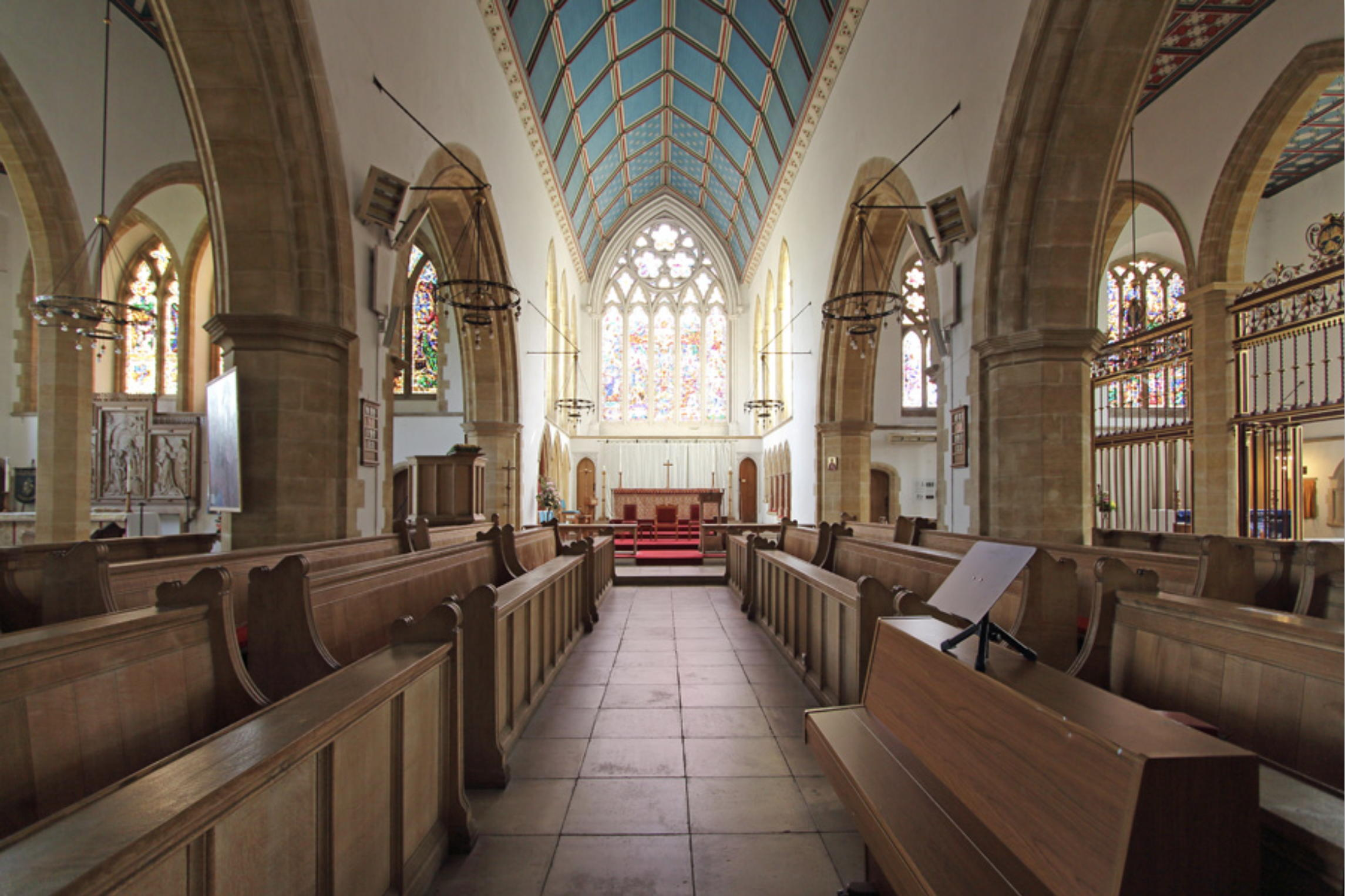
Fünfschiffiger Chor mit flachdeckigen Seitenschiffen („Kapellen“)

## Architektur
Der Grundriss der mit einem Querhaus versehenen Kirche entspricht dem eines lateinischen Kreuzes. Die Einteilung durch Spitzbogenarkaden in mehrere Schiffe und deren hölzerne Decken sind typisch für gotische englische Hallenkirchen und für gotische englische Pfarrkirchen überhaupt. Die drei Schiffe des Langhauses haben die für englische Hallenkirchen typischen Paralleldächer. Außergewöhnlich ist die Verbindung breiterer Seitenschiffe mit einem schmaleren Mittelschiff, die Breite von Mittelschiff und Querhaus war seit der Anfangszeit dieses Bauwerks durch den Vierungsturm vorgegeben. Alle drei Schiffe sind mit kassettierte und polygonalen hölzernen Tonnengewölben gedeckt, die auch als ceiled wagon roof bezeichnet werden, im Unterschied zum echten wagon roof („Planwagendach“), bei dem nan durch den Dachstuhl bis an die Dachschrägen sehen kann. Im Chorbereich hat nur das Mittelschiff, der eigentliche Chor einen solchen ceiled wagon foof, die im fünfschiffigen Teil des Chors auch als Kapellen bezeichneten Seitenschiffe haben flache Decken, die etwa in Basishöhe der Basis der Mittelschiffstonne liegen, so dass dieser Teil der Kirche sowohl als Hallenkirche als auch als Pseudobasilika bezeichnet werden kann.

## Ausstattung
Auf einem Sockel im Eingangsbereich steht das romanische Taufbecken der normannischen Kirche. Die Glasfenster stammen zumeist aus dem 20. Jahrhundert.